# Литовская метрика
Лито́вская ме́трика (сокращённо от Метрика Великого княжества Литовского; от лат. matricula — канцелярская книга) — собрание специфических материалов (тетрадей, книг) канцелярии Великого княжества Литовского XV—XVIII веков с копиями документов, издаваемых от имени великого князя, рады, сеймов и подлежащих неограниченному по времени хранению. Кроме того, в состав метрики входили и некоторые другие материалы, в частности перевод ярлыков крымских ханов, списки с московских дипломатических документов, документы делопроизводства.
Во время Смуты в России польско-литовскими оккупантами в состав Литовской метрики были включены и вывезены из России документы Царского архива.
Метрика послужила основой сначала великокняжеского, а после и главного государственного архива Великого княжества Литовского. Документы метрики использовались всеми государственными органами, верховной властью, привилегированными сословиями, мещанами, магистратами, церковью и другими субъектами права. По запросу с документов метрики выдавались юридически заверенные копии.
Дошедшие до нас книги Литовской метрики хранятся преимущественно в Российском государственном архиве древних актов в Москве, существенная часть материалов хранится в Центральном архиве древних актов в Варшаве, гораздо меньшие по объёму собрания документов Литовской метрики хранятся в архивах и библиотеках Вильнюса, Киева и Санкт-Петербурга.